# 曾慎
曾慎（？—？），江西贛州府寧都縣人，明朝政治人物。

## 生平
永樂二年（1404年）甲申科進士。選翰林院庶吉士，編纂永樂大典。